# Melancolie

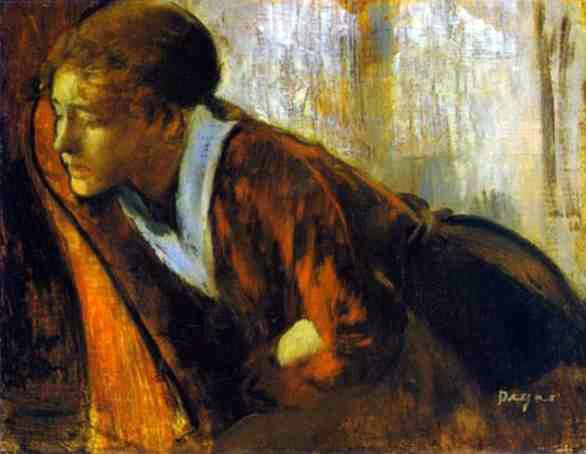
Melancolie, pictură de Edgar Degas

Melancolia este o tulburare psihică asemănătoare depresiei care are, sau nu, o cauză specifică și se manifestă prin lipsa entuziasmului și apatie față de orice fel de activități în general. Cuvântul provine din limba greacă de la cuvântul μελαγχολία (melankholía) care este format din alăturarea cuvintelor μέλας - mélas, „negru” și χολή - cholé, „bilă” (etimologic - semnificația de bilă neagră). Melancolia descrie o stare caracterizată prin depresie marcată, suferințe fizice și uneori, halucinații și deliruri. În sens nonpatologic, melancolia apare la o persoană ca tristețe permanentă, inspirată de pesimism și însoțită de un complex de culpabilitate. Dincolo de o anumită limită, devine patologică și se înscrie ca un simptom alternativ în psihoza maniacodepresivă.
Melancolia a fost considerată ca unul dintre cele patru temperamente umane (sangvin, coleric, melancolic, flegmatic).

## Diagnostic
În psihiatrie o persoană pentru a fi diagnosticată cu melancolie trebuie să prezinte următoarele semne:
Cel puțin două dintre aceste semne:
- lipsă de plăcere în activitățile zilnice
- lipsă de interes pentru un stimul care în general produce plăcere

Cel puțin trei dintre aceste semne:
- lipsă de plăcere sau apatia nu sunt legate de o întâmplare neplăcută concretă precum decesul unei persoane apropiate, despărțire, intrare în șomaj, etc
- depresia este mai accentuată dimineața
- persoana se trezește cu cel puțin două ore mai devreme decât de obicei
- adâncă agitație psiho-motorie sau apatie intensă
- scăderea în greutate sau anorexie
- sentiment nejustificat de vină

La români, noțiunea de melancolie mai este redată și prin cuvântul dor.

## Melancolia înliteratură
"Melancolia e sentimentul că nefericirea are să te copleșească chiar în mijlocul paradisului." Emil Cioran
"Melancolia este fericirea de a fi trist." Victor Hugo
"Câtă melancolie în orice lucru încheiat.” Friedrich Wilhelm Nietzsche